# Ametropus
Ametropus is een geslacht van haften (Ephemeroptera) uit de familie Ametropodidae.

## Soorten
Het geslacht Ametropus omvat de volgende soorten:
- Ametropus ammophilus
- Ametropus fragilis
- Ametropus neavei